# بولهوشس
بولهوشس (به چکی: Bolehošť) یک منطقهٔ مسکونی در جمهوری چک است که در ناحیه ریخنوف ناد کنیژنوو واقع شده‌است.